# Púlpit

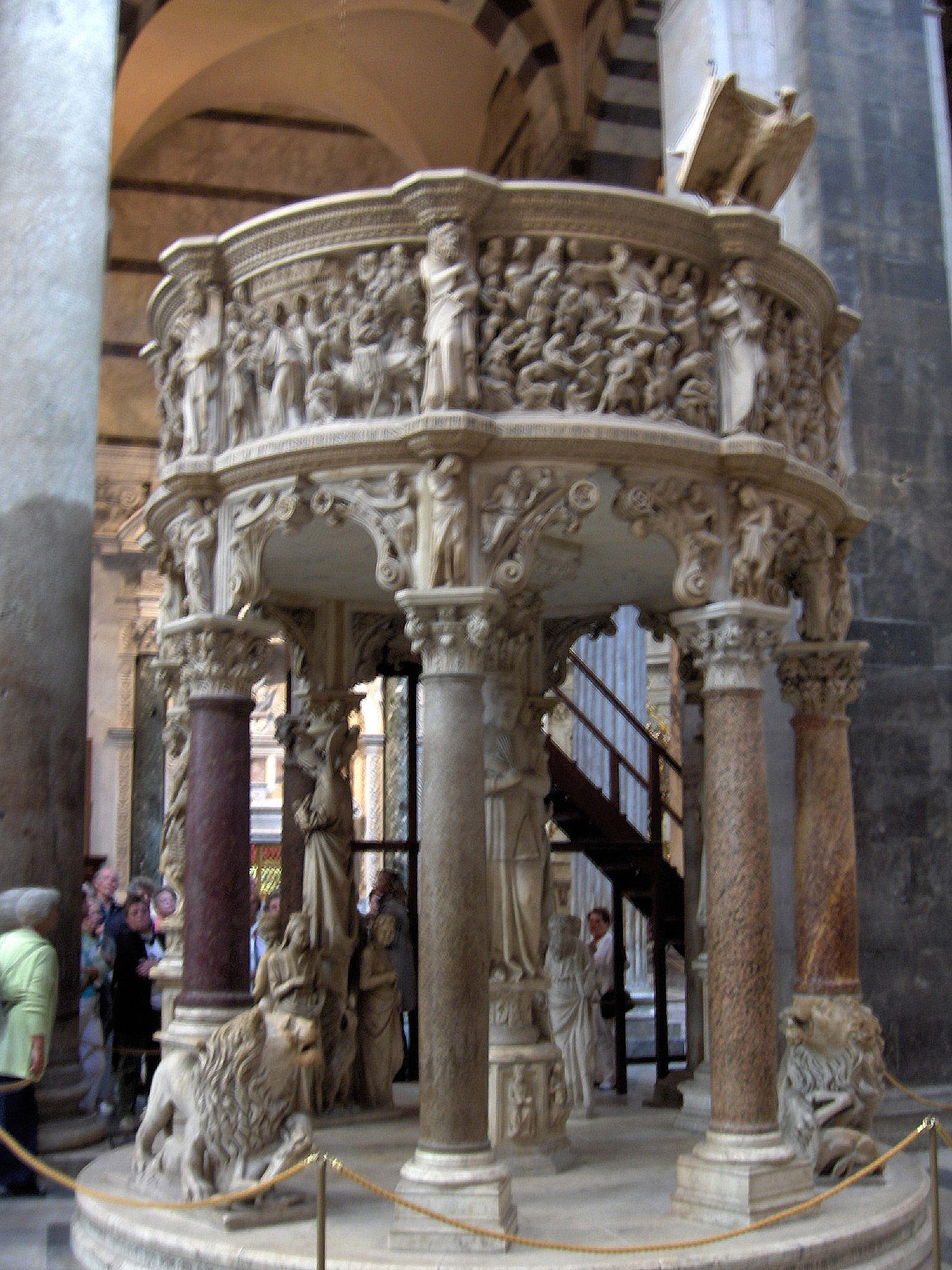
Púlpit gòtic de la Catedral de Pisa (Itàlia), en forma d'ambó

Un púlpit o trona és una plataforma elevada que hi ha als temples catòlics i als refetors dels monestirs i convents que servia per a la predicació o per a la lectura en veu alta. A les esglésies s'acostumen a trobar adossades a una columna o pilar de la nau central, prop del presbiteri. Poden ser construïdes en fusta o bé d'obra i s'hi acostuma a accedir per una escala que pot ser, igualment de fusta o bé obrada. Sovint disposen d'una peça superior anomenada tornaveu que com el seu nom indica servia per a millorar l'acústica de la predicació quan es feia sense amplificació.
Les trones o púlpits sorgeixen com una evolució dels ambons i comencen a adquirir un gran desenvolupament a partir de la Baixa Edat Mitjana, en paral·lel a la importància creixent de la predicació. Algunes d'elles són notables obres d'art.
La reforma litúrgica derivada del Concili Vaticà II i la introducció d'altaveus a les esglésies va fer caure en desús la predicació dels dels púlpits.
Els púlpits dels refetors de convents i monestirs s'acostumen a trobar en una paret lateral i des d'allí es llegeix la Bíblia o altres textos mentre la comunitat fa els seus àpats.

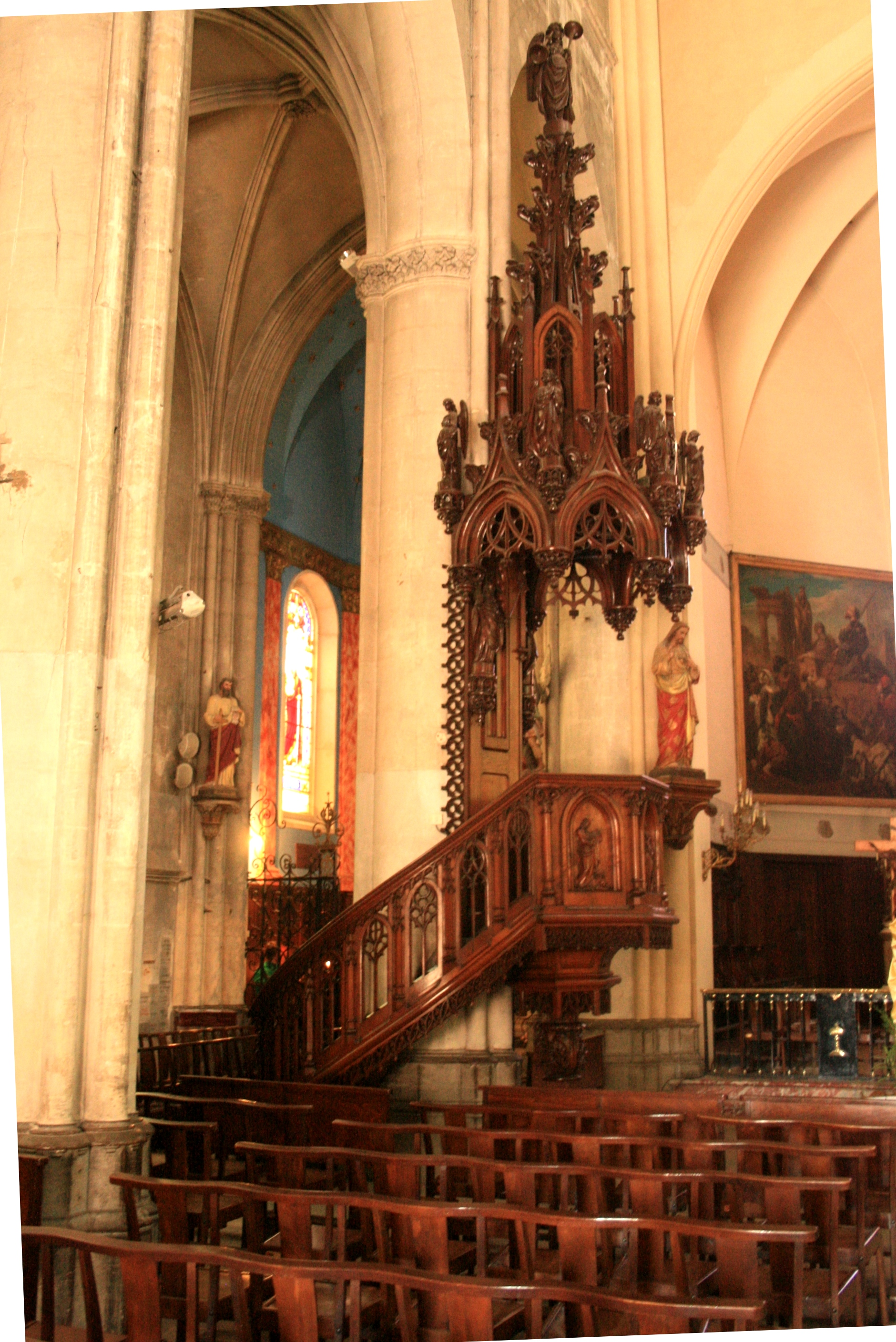
Púlpit de l'església de Sant Roch, de Montpeller
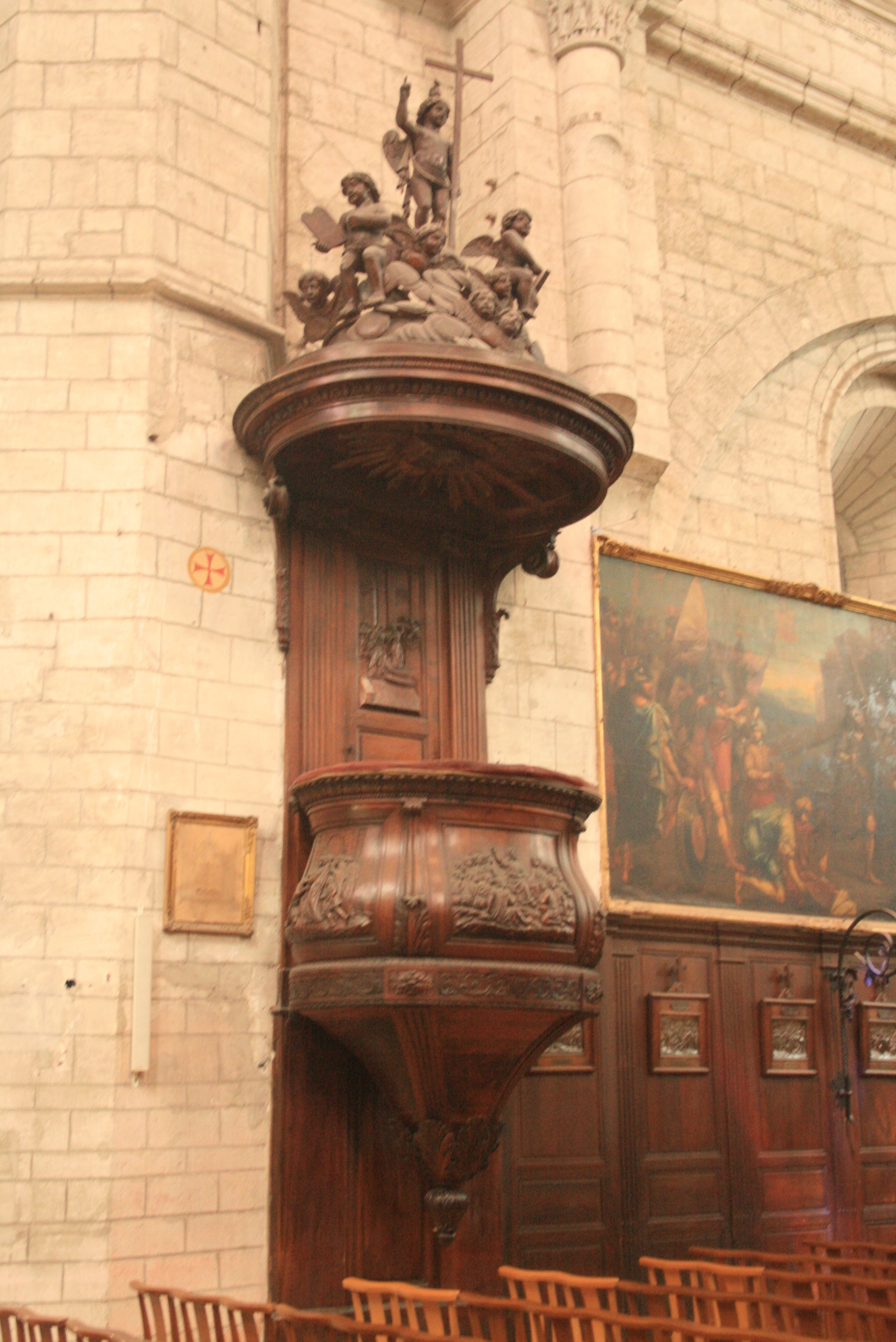
Púlpit de la catedral de Besiers
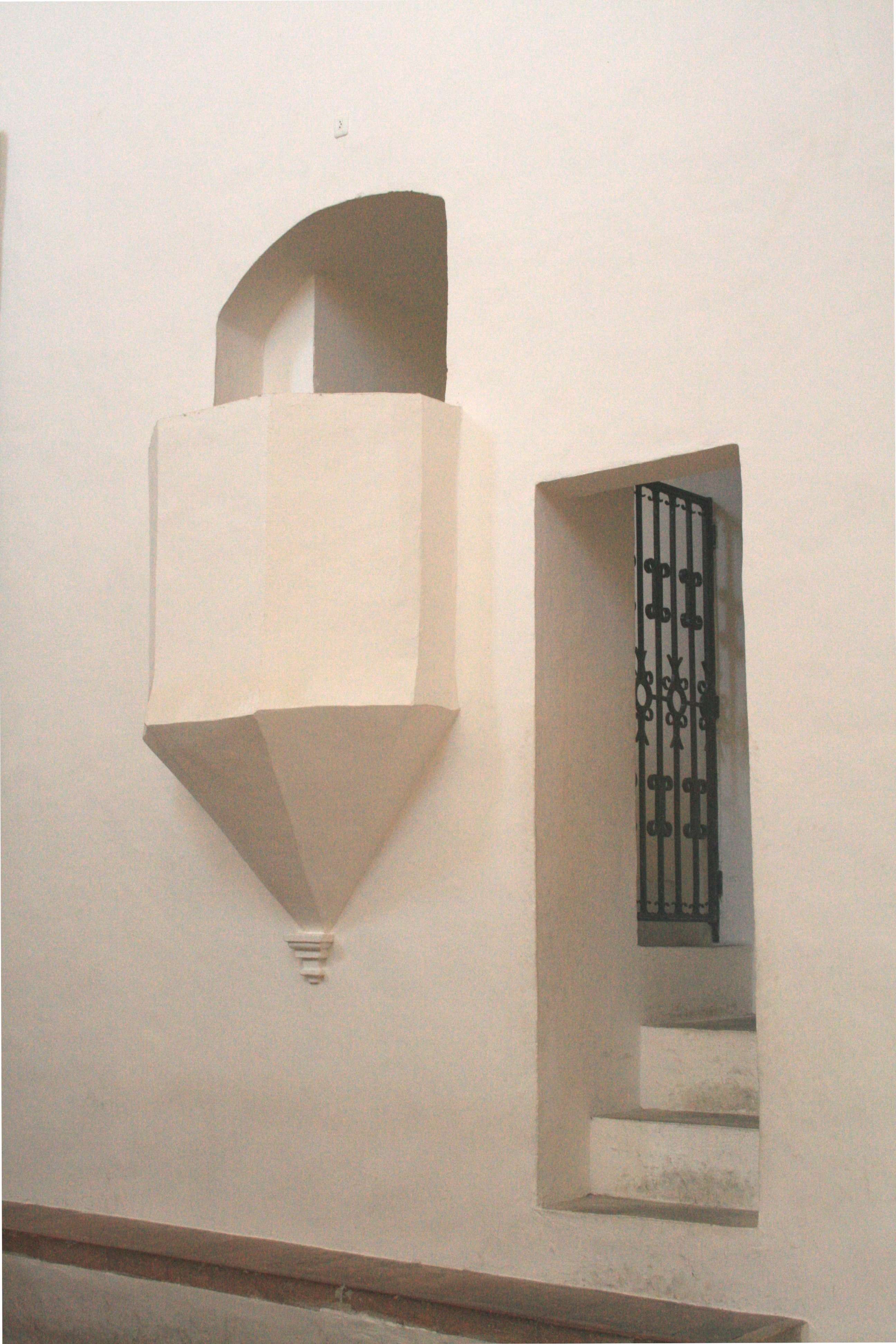
Púlpit de la Cartoixa de Granada